# Csíkolt zebralevél
A csíkolt zebralevél vagy csíkos zebralevél (Calathea zebrina), a  nyílgyökérfélék (Marantaceae) családjába tartozó zebralevél nemzetség egyik faja. Örökzöld, évelő, ritka, de kedvelt szobanövény.

## Elterjedése
Brazília délkeleti részén őshonos, esőerdők fáinak tövében árnyékos helyen él.

## Megjelenése
Levelei tojásdadok, hosszuk 45 cm vagy több. A levelek színi része sötétzöld, rajta az levélerek mentén világos sávokkal. A fonák sötétvörös színű. Szára közepes vagy hosszú. Levelei bársonyos tapintatúak, a növény általában 100 cm magas. Virágai nem feltűnőek.

## Szobanövényként
Levelei este függőlegesen állnak. Ha szobanövényként tartják, leveleit nem szabad törölgetni és lemosni, mivel levele könnyen sérül. Magas hőmérsékletet igényel, minimum 16 °C-ra van szüksége. Tartása során óvni kell a nagy hőingástól és közvetlen napfénytől. Túl árnyékos helyen azonban jellegzetes levélmintázata nem jelenik meg.